# Girolamo Incontri
Girolamo Incontri (Volterra, 1552 – Volterra, 1615) è stato un vescovo cattolico italiano.

## Biografia
Nato a Volterra, dottore in utroque iure e canonico della cattedrale della sua città, è eletto vescovo di Sansepolcro il 19 dicembre 1605 da papa Paolo V, su presentazione del granduca di Toscana Cosimo II.
Giunto in diocesi, si impegna fin da subito per il rispetto delle disposizioni del Concilio di Trento e nel febbraio 1606 emana un decreto sulla residenza dei parroci; nel 1607 sottoscrive un decreto sull'osservanza del riposo festivo. Nel 1607 indice una prima visita pastorale. Nel 1610 si impegna per la pacificazione delle fazioni cittadine in lotta. Nel 1611 consacra la nuova chiesa di San Michele Arcangelo annessa al convento dei Cappuccini in località Paradiso, presso Sansepolcro.
Rientrato a Volterra per motivi di salute, vi muore in un giorno imprecisato del 1615, prima del 6 novembre.

### Il sinodo diocesano
L'atto più significativo dell'episcopato dell'incontri è il sinodo diocesano, indetto il 4 aprile 1610 e celebrato il 10 maggio seguente. Si dispone l'erezione di confraternite della dottrina cristiana per l'insegnamento delle preghiere e dei concetti fondamentali della fede; si danno disposizioni sull'amministrazione dei sacramenti; l'esercizio del sacerdozio. A proposito dei monasteri vengono fissati i numeri delle monache secondo le possibilità economiche di ciascuno: Santa Chiara e San Bartolomeo in città 60 monache e 6 converse per ognuno di essi; San Lorenzo in città 50 monache e 6 converse; San Benedetto a Monterchi 40 monache e 8 converse. Inoltre, viene nominata una commissione di quattro sacerdoti che si interessi dell'erezione del Seminario diocesano.